# Lundsbrunn
Lundsbrunn er et byområde i Götene kommun i Västra Götalands län i Sverige, beliggende cirka 12 kilometer nord for Skara nær Europavej E20.

## Historie
Ved Lundsbrunn findes en kilde, Odenskälla, som i starten af 1700-tallet blev brugt medicinsk, og i starten af 1800-tallet begyndte den radioaktive jernkilde at benyttes som mineralsk kilde. Gennem donation fra greve G. Piper blev der i 1817 indrettet et hospital ved brønden. Lundsbrunn som kursted har rødder tilbage til 1890. Bynavnet er kendt siden 1807 og er dannet af bebyggelsesnavnet Lund i Ledsjö socken og "mineralsk kilde" (svensk: hälsobrunn).
I 1887 fik Lundsbrunn jernbaneforbindelse via Skara-Kinnekulle-Vänerns Järnväg som stadigvæk findes i dag i form af en museumsjernbane, Skara-Lundsbrunns Järnvägar.
Byen ligger i tre sogne: Ova socken, Skälvums socken og Ledsjö socken, og indgik efter kommunalreformen 1862 i Ova landskommun, Ledsjö landskommun og Skälvums landskommun. I denne indrettedes den 6. august 1915 Lundsbrunns municipalsamhälle til byen, som da de tre landskommuner i 1952 opgik i Husaby landskommun kom til at indgå i denne for så at opløses den 31. december 1957.